# Toque de Angola
Toque de Angola é um ritmo de berimbau usado na capoeira, tocado no momento de realização do jogo de capoeira Angola.
Durante uma roda de capoeira o toque de Angola normalmente é executado com poucas variações pelo berimbau Gunga (ou berra-boi), enquanto o berimbau Médio executa o São Bento Pequeno e o berimbau Viola segue o Gunga com um toque de Angola mais variado e criativo. O toque comanda um jogo mais lento e estratégico, onde o maior objetivo do capoeirista é enganar o adversário para poder lançar um contra-ataque.O jogo de angola é estratégico e malandro que sem medo no jogo pode até machucar o adversário.
O toque pode complementar o toque de Santa Maria.